# Хурдак
Хурдак (тадж. Хурдак — малыш) — озеро завального происхождения, расположенное в Пенджикентском районе Согдийской области Таджикистана на высоте 1870 метров над уровнем моря.
Общая площадь акватории озера 0,06 км². Длина — 240 м.
Пятое по счёту и самое маленькое озеро в каскаде Маргузорских озёр долины Хафткул (Фанские горы). Хурдак с таджикского языка переводится как «малыш».
Ранее сток озера использовали для функционирования гидроэлектростанции, чтобы обеспечивать электроэнергией посёлок Падруд и геологическую партию.
В двух километрах на юго-востоке от озера Хурдак расположено озеро Маргузор, которое обеспечивает питанием Хурдак посредством небольшой реки Холоничистон.